# 알후세인 SC (이르비드)
알후세인 SC(아랍어: الحسين إربد)은 이르비드를 연고로 하는 요르단의 축구단이다.

## 우승
- 요르단 프로리그 우승: 2023-24
- 요르단 FA 실드: 1994, 2003, 2005
- 요르단 슈퍼컵: 2003

## 선수 명단

### 현역
참고: FIFA 자격 규정에 따라 소속된 국가대표팀 국기를 표시합니다. 선수는 복수의 FIFA 비회원국 국적을 가지고 있을 수 있습니다.
| 번호 | 포지션 | 국적   | 이름          |
| ---- | ------ | ------ | ------------- |
| 3    | DF     | 요르단 | 압달라 나시브 |

| 번호 | 포지션 | 국적   | 이름                 |
| ---- | ------ | ------ | -------------------- |
| 88   | DF     |        | 이탈로               |
| 99   | FW     | 세네갈 | 압두 아지즈 은디아예 |

## 역대 감독
| 감독      | 임기        |
| --------- | ----------- |
| 주앙 모타 | 2023 ~ 2024 |
| 주앙 모타 | 2024 ~      |

틀:알후세인 SC (이르비드) 선수 명단